# Swoboda (powiat wieruszowski)
Swoboda – wieś w Polsce położona w województwie łódzkim, w powiecie wieruszowskim, w gminie Lututów.
W latach 1975–1998 miejscowość położona była w województwie sieradzkim.